# Ясная Поляна (Луначарское сельское поселение)
Я́сная Поля́на — посёлок в Урицком районе Орловской области России. Административный центр Луначарского сельского поселения.

## География
Посёлок находится на расстоянии 8 км к юго-востоку от посёлка городского типа Нарышкино, административного центра района, и 20 км к юго-западу от города Орёл, административного центра области.

### Часовой пояс
Посёлок Ясная Поляна, как и вся Орловская область, находится в часовой зоне МСК (московское время). Смещение применяемого времени относительно UTC составляет +3:00.

## Население
| 2002 | 2010 |
| ---- | ---- |
| 338  | ↘320 |

### Национальный состав
Согласно результатам переписи 2002 года, в национальной структуре населения русские составляли 90 % из 338 чел.